# Coalemo
Nella mitologia greca, Coalemus è il dio della stupidità, citato una volta da Aristofane, e trovato anche nelle Vita di Plutarco. È indicato come un demone, più che uno spirito di divinità minore.